# Паудел, Рам Чандра
Рам Чандра Паудел (непальск. रामचन्द्र पौडेल; род. 14 октября 1944, Танаху) — непальский политик. 3-й президент Непала с 13 марта 2023 года.
Бывший высокопоставленный лидер Непальского конгресса, Паудел ранее занимал пост спикера Палаты представителей с 1994 по 1999 год, а с 1999 по 2002 год был заместителем премьер-министра и министром внутренних дел. Впервые избранный в парламент в 1991 году, он занимал множество других министерских должностей и был лидером оппозиции с 2009 по 2013 год в качестве лидера парламентской партии Непальский конгресс.

## Ранняя жизнь
Родился 15 октября 1944 года в семье браминов-фермеров в отдаленной деревне Сатисвара, расположенной в современном муниципалитете Вьяс округа Танаху. Он получил среднее образование в средней школе Нанди Ратри в Катманду и изучал санскритскую литературу в Санскритском университете с 1963 по 1967 год. Он также получил степень магистра непальской литературы в Университете Трибхуван в 1970 году, выступая на экзаменах во время содержания в тюрьме за антипанчаятскую деятельность.

## Политическая карьера

### Ранние годы и студенческая политика (1960-е и 1970-е)
Паудел пришёл в политику всего в 16 лет, когда присоединился к протестам и движению против отставки правительства, возглавляемого Б.П. Койралой, и введения правления Панчаята королём Махендрой в декабре 1960 года, и участвовал в многочисленных вооружённых столкновениях под руководством Конгресса за восстановление демократии в 1960-х годах. Ключевой участник кампании студенческого движения в Непале, он был избран президентом студенческого союза в кампусе Сарасвати в 1967 году и генеральным секретарём Демократической социалистической лиги молодёжи в 1968 году. Паудел выступил с инициативой организации Непальского студенческого союза, студенческого крыла партии Конгресса, созданного в 1970 году, и был членом центрального комитета-основателя союза.

### Партийная политика (1970—2023)
Паудел вошёл в основную партийную политику в 1977 году, когда он был избран членом окружного комитета Танахунского конгресса Непала. В 1979 году был избран заместителем председателя окружного комитета, а в 1980 году — президентом. В 1983 году Паудел был назначен координатором Центрального комитета по связям с общественностью Непальского конгресса, а в 1987 году был назначен членом центрального комитета партии и руководителем центрального бюро по связям с общественностью партии.
Паудел был впервые избран в парламент от Танахуна 1 на всеобщих выборах 1991 года и занимал пост министра местного развития и сельского хозяйства с мая 1991 по 1994 год.
На всеобщих выборах 1994 года он сменил место и был избран от Танахуна 2, место, которое он затем занимал последовательно до 2017 года. По итогам выборов Паудел был избран спикером Палаты представителей и занимал этот пост до 1999 года. После всеобщих выборов 1999 года он был назначен заместителем премьер-министра и министром внутренних дел и занимал эти должности до 2002 года. Паудел был избран генеральным секретарем Непальского конгресса после общего съезда партии в 2006 году. Он сыграл важную роль в мирном процессе в качестве координатора Секретариата мира после окончания гражданской войны и занимал пост министра по вопросам мира и реконструкции с 2007 по 2008 год. Паудел был избран вице-президентом Непальского конгресса в 2008 году и победил бывшего премьер-министра Шера Бахадура Деубу, став лидером парламентской партии Конгресса после выборов в Учредительное собрание 2008 года. Паудел участвовал в парламентских выборах премьер-министра в 2010 году, но не был избран даже после 17 туров выборов. Он был исполняющим обязанности президента партии Конгресса после смерти Сушила Коиралы в 2016 году, но потерпел поражение от Деубы на 13-м общем съезде партии позже в том же году.
Решив вернуться на своё старое место в Танахуне 1, Паудел потерпел поражение от Кришны Кумара Шрестхи из КПН (ОМЛ) на всеобщих выборах 2017 года. Он продолжал активно участвовать в партийной политике и был избран от Танахуна 1 на всеобщих выборах 2022 года.

### Задержания
Паудел провёл более 15 лет в качестве узника совести по различным поводам, в основном за то, что был противником системы панчаят. Он был задержан в следующих случаях:
- В течение 10 месяцев в 1962 году в связи с вооружённым захватом Бхаратпура Непальским конгрессом.
- В течение 12 месяцев в 1964 году в связи со студенческими движениями в Катманду.
- На 6 месяцев в 1966 году за участие в движении за смещение тогдашнего заместителя генерального инспектора полиции.
- В течение 14 месяцев в 1967 году в связи с организационной деятельностью DSYL в Покхаре.
- На один год в 1969 году в связи с реорганизацией DSYL в западном Непале.
- На 3 месяца в 1970 году за участие в организации и открытии Непальского студенческого союза.
- На 4 года с 1971 по 1975 год за участие в активизации политической деятельности после освобождения Б.П. Коиралы.
- На 10 месяцев в 1977 году за участие в конференции Непальского конгресса в Патане, где было принято решение начать движение гражданского неповиновения (Сатьяграха) за восстановление демократии и освобождение его больного лидера Б.П. Койрала.
- На 6 месяцев в 1979 году за то, что он играл ведущую роль в антипанчаятских движениях
- В течение 6 месяцев в 1981 году в связи с бойкотом выборов в Панчаяти.
- В течение 9 месяцев в 1985 году в связи с движением гражданского неповиновения (Сатьяграха).
- На 3 месяца в 1988 году по обвинению в публикации органа Непальского конгресса и в нарушении Закона о печати.
- В течение 5 месяцев в 1989 году по обвинению в организации и вдохновении людей принять участие в движении за восстановление демократии.
- Примерно полтора года, с 2003 по 2005 год, во время прямого правления короля.

## Президент Непала (с 2023)
Паудел был кандидатом от Непальского конгресса и его 10-партийного альянса на президентских выборах 2023 года и был избран президентом 9 марта 2023 года, победив бывшего спикера Субаса Чандру Немванга из КПН (ОМЛ). Паудел отмежевался от всех партийных обязанностей и ушёл в отставку с поста активного члена Непальского конгресса после того, как был избран президентом. Паудел подал в отставку с поста члена парламента перед вступлением в должность президента 13 марта 2023 года.

## Личная жизнь
Паудел женат на Савите Паудель, и у супругов пятеро детей: четыре дочери и один сын.